# Stade montois rugby
Pour les articles homonymes, voir Stade montois.
Maillots
Actualités
Le Stade montois rugby est un club de rugby à XV créé en 1908 et basé à Mont-de-Marsan.
Section rugby du Stade montois omnisports, il est champion de France en 1963, remporte trois fois le challenge Yves du Manoir en 1960, 1961 et 1962, et est également vice-champion d'Europe en 1964 sous la conduite de l’entraîneur Fernand Cazenave.
Le club évolue en 2024-2025 en Pro D2.

## Histoire

### Les origines
L'association sportive du lycée Victor-Duruy prend le nom de Boutons d'Or en 1898. Elle favorise la pratique du rugby venu d'Angleterre à la fin du XIXe siècle, cousin de la barette aquitaine, parmi les élèves.

### Les débuts du club
Le 31 octobre 1908, au soir d'un match ayant opposé l'équipe des Boutons d'Or à celle de l'Union sportive dacquoise, un petit groupe de personnes se réunit au café Le Divan à Mont-de-Marsan afin de créer un club sportif sous le nom de Stade montois, qui prend les couleurs jaune et noir des Boutons d'Or. Ce dernier est principalement destiné à la pratique du football-rugby, mais fait également place aux sports athlétiques. L'équipe joue ainsi le premier match de son histoire le 15 novembre aux Zéphyrs de Riscle, en déplacement, avant un match retour dans les Landes le 29 novembre au stade de l'Argenté.
Avant la guerre, le club évolue au niveau régional.
Après un match nul lors de la première confrontation, il perd la finale du championnat de Côte d'Argent de 2e série contre son voisin landais de Morcenx 3-0 en 1931.

### L’âge d’or du Stade montois (1946-1972)
Camille Pedarré préside le club de 1946 à 1976. C’est à cette époque que le club connaît ses meilleurs résultats et que naît le fameux « rugby champagne », envié par tous les clubs de France.
Au fil des générations, les couleurs du « Stade » seront représentées sur les cinq continents par de nombreux internationaux tels Jean-Baptiste Amestoy, les frères Guy Boniface et André Boniface, Robert Carrère, Christian Darrouy, Benoît Dauga, Pierre Lacroix et Pierre Pascalin, qui participera à la première victoire du XV de France à Twickenham en 1951.

#### Montée en première division en 1944
Mont de Marsan monte pour la première fois dans l’élite en 1944 dans un Championnat porté à 96 clubs.
Lors de cette saison, il bat notamment le Biarritz olympique 16-0 et cette victoire fait sensation dans la région.
Toutefois, il ne se qualifie pas pour la seconde phase.
En 1946, Mont de Marsan ne fait pas partie des 32 meilleurs clubs français et est relégué dans le deuxième tableau du Championnat mais il retrouve sa place dans l'élite via une phase de brassage qui mélange en début de saison les clubs issus du premier groupe avec les autres.
Il se qualifie même pour les playoffs mais échoue à se qualifier pour les huitièmes de finale au profit de Lourdes et de Romans.
La saison suivante, il se qualifie pour les huitièmes de finale du Championnat, éliminant notamment Perpignan dans sa poule de 5 mais est ensuite éliminé en huitième de finale par Bayonne 3-0.
Le club atteint également les huitièmes de finale de la coupe de France, éliminé par le futur vainqueur, le Castres olympique.

#### Vice-champion de France 1949
Après avoir battu, Tarbes, le Stade toulousain et enfin Brive en demi-finale (8-0), Mont de Marsan atteint pour la première fois de son histoire la finale du championnat de France face au Castres olympique.
Cette finale du championnat 1948-1949 présente la particularité d'avoir été disputée deux fois, le premier match, se déroulant sous une pluie torrentielle, s’étant terminé sur un score nul 3-3. C'est le Castres olympique du capitaine Jean Matheu-Cambas, de Maurice Siman et Jean Pierre-Antoine qui remporte le titre aux dépens du Stade montois en remportant le second match 14-3 grâce à 3 essais.
L’année suivante, Mont de Marsan, désormais entraîné par André Hiriart et renforcé par le troisième ligne boucalais Robert Baulon, sera éliminé à la surprise générale dès les seizièmes de finale par Valence 3-0 puis en 1951, ne sortira pas des poules devancé par Perpignan et Biarritz.

#### Demi-finaliste du championnat 1952
En 1952, Mont de Marsan, dont le collectif arrive à maturité termine premier club français à l’issue des matchs de poules devant Lourdes et Grenoble mais est battu en demi-finale par ces mêmes Lourdais 10-0.

#### Vice-champion de France 1953
Après une victoire sur le Stade lavelanétien en demi-finale (11-9 après prolongations), Mont de Marsan dispute sa deuxième finale du championnat de France qu’il perd face au FC Lourdes de Jean Prat 21-16 pour le premier match d’André Boniface sous les couleurs montoises.
Transfuge de Dax, il n’avait auparavant pas reçu l’avis favorable de ses derniers pour pouvoir jouer sous ses nouvelles couleurs.

#### Finaliste du challenge du Manoir 1958

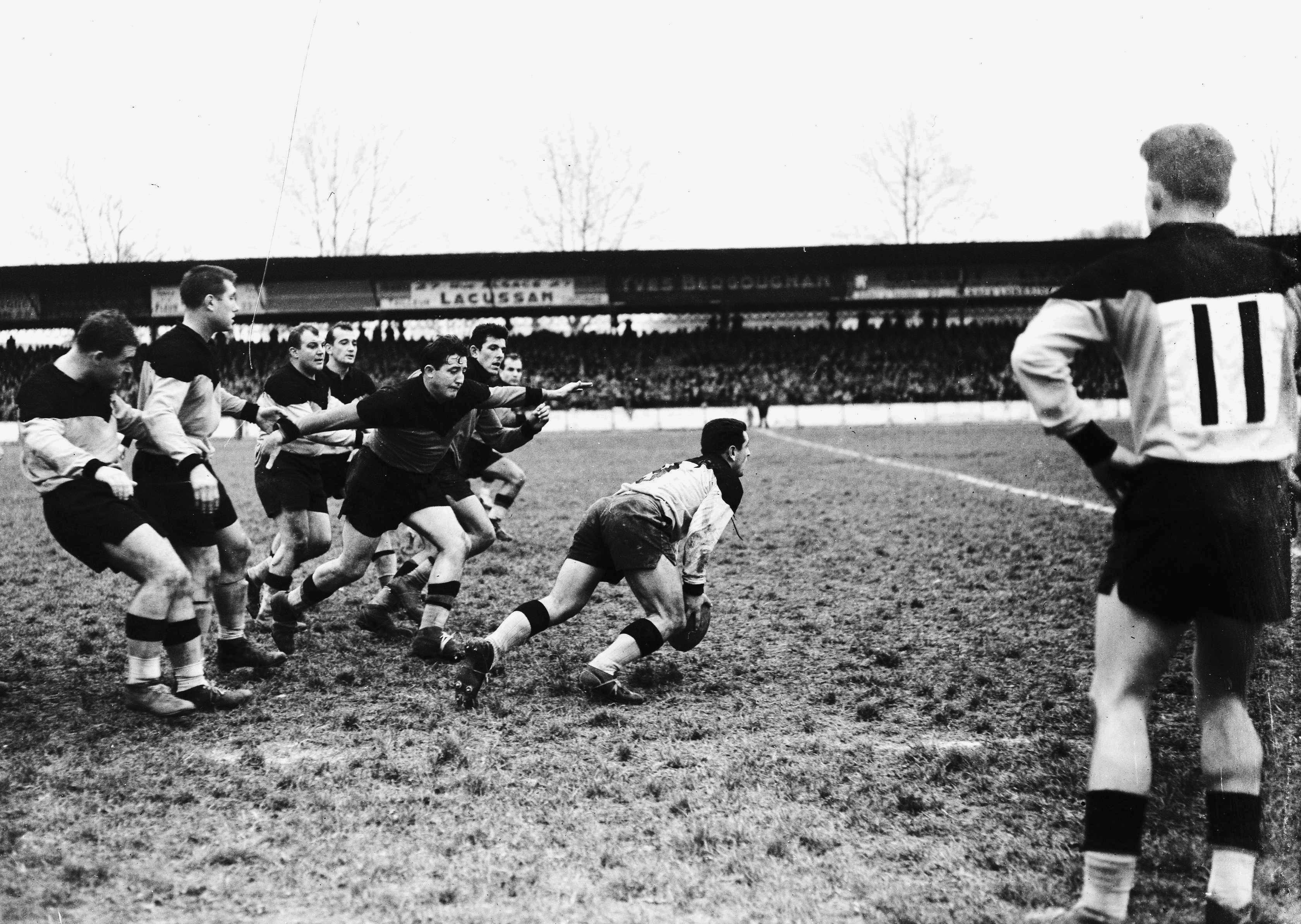
Victoire de Mont-de-Marsan sur le Stade toulousain 18-3 en 1957-58 devant plus de 10000 spectateurs.
Pierre Lacroix lance sa ligne d’attaque.

En Championnat, Mont de Marsan termine en tête de sa poule mais est éliminé dès les huitièmes de finale par la Section paloise.
Mont de Marsan se qualifie pour la finale du challenge du Manoir après avoir battu Grenoble 11-3 en demi-finale mais doit s’incliner devant Mazamet du capitaine Lucien Mias 3-0.

#### Vice-champion de France 1959
Après avoir sorti Périgueux en quart et La Voulte des frères Cambérabéro en demi-finale, Mont de Marsan se hisse en finale du Championnat pour la troisième fois de son histoire.
Il y affronte le Racing club de France qui a pour sa part éliminé Grenoble en quart et Lourdes en demi-finale.
Les Parisiens remportent cette finale 8-3 devant des Montois trop crispés par l’enjeu.
On reprochera longtemps à Pierre Lacroix d’avoir trop peu sollicité ses lignes arrière.
En challenge du Manoir, Mont de Marsan bat un record contre Montferrand avec une victoire 59-3, ponctué par 15 essais mais le club sera éliminé en quart de finale par Béziers.

#### Triple vainqueur du challenge Yves du Manoir 1960, 1961 et 1962
Le club remporte 3 fois de suite le challenge Yves du Manoir en 1960, 1961 et 1962.
Ce record (égalé plus tard par le RC Narbonne) de trois victoires consécutives dans cette compétition est encore en vigueur aujourd’hui.

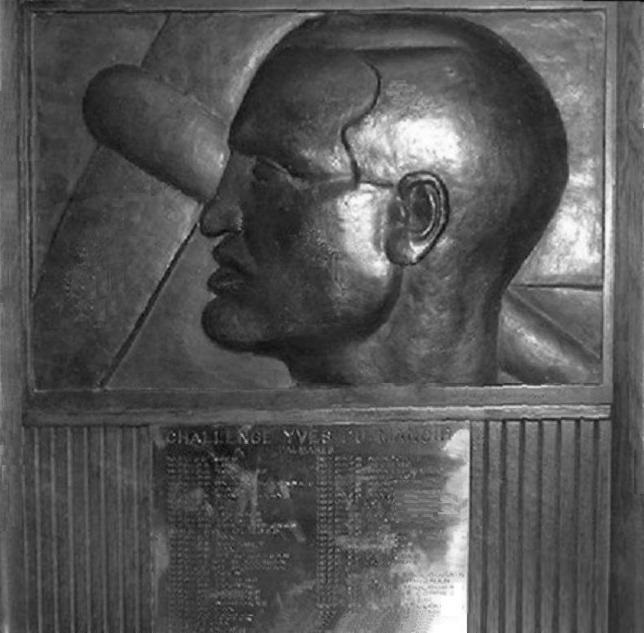
Mont de Marsan, triple vainqueur du challenge Yves du Manoir.

#### Champion de France 1963
Le club devient ensuite champion de France avec une victoire face à Dax en 1963 (9-6) dans un derby des Landes.

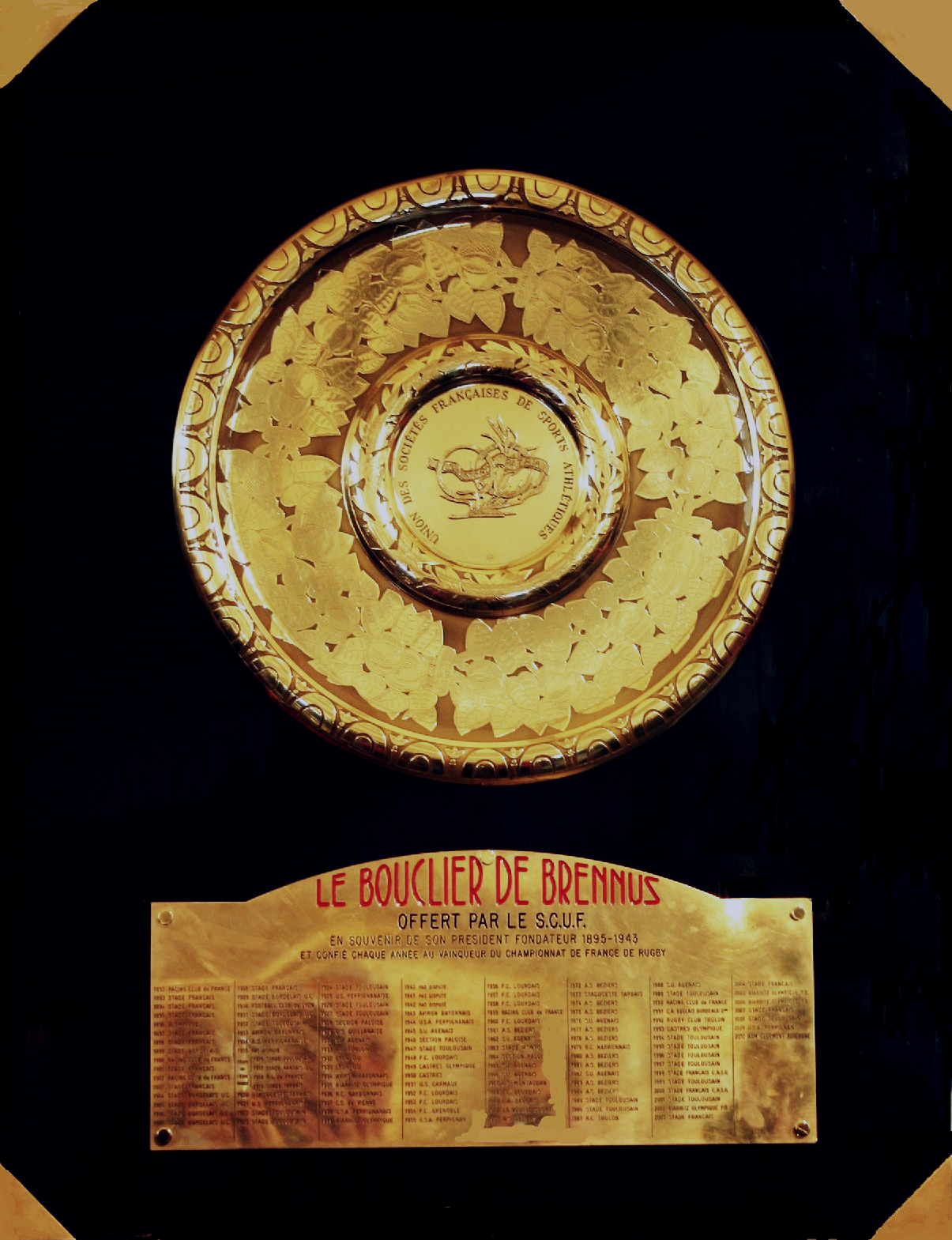
Mont de Marsan, champion de France 1963 soulève le Bouclier de Brennus.

C’est la confrontation la plus célèbre entre l'US Dax et le Stade montois. Au lendemain de leurs victoires respectives en demi-finales contre le FC Grenoble et le FC Lourdes, le journal régional Sud Ouest qui couvre l'événement titre sur son édition sport du 20 mai « Le rugby landais est champion de France ». Cette affiche oppose deux équipes du même département, un cas de figure ayant alors lieu pour la 2e fois de l'histoire du championnat.
La finale est marquée par une météo capricieuse, passant d'une chaleur estivale étouffante à un orage accompagné d'averses et de grêle. Le Stade montois remporte cette finale sur le score étriqué de 9 à 6, témoignant d'un match rude, ponctué de trop rares éclats,,.
Auparavant, les Montois avaient donc essuyé trois échecs en finale : en 1949 face à Castres (14-3), en 1953 contre Lourdes (21-16) et enfin, en 1959 devant le Racing Club de France (8-3).

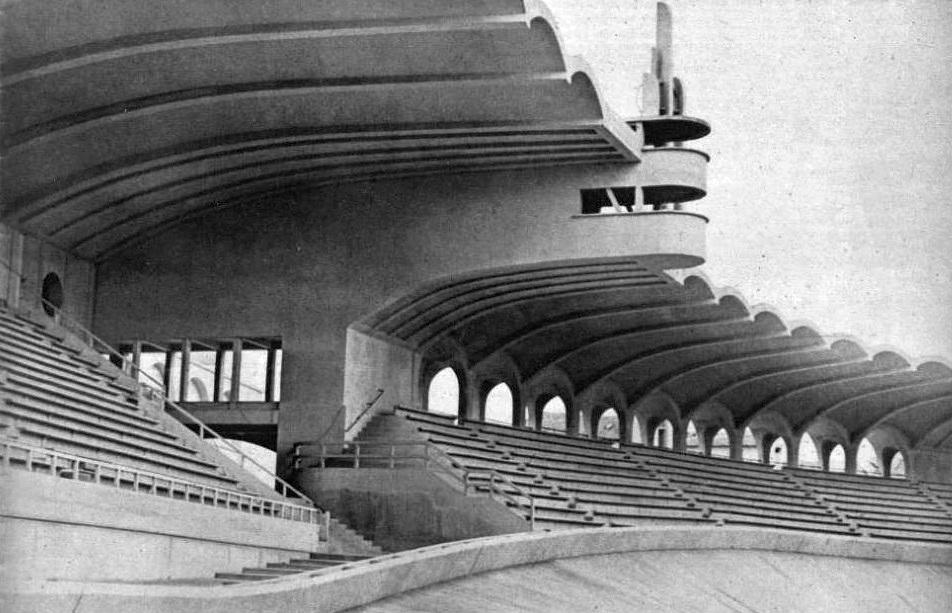
Le parc Lescure à Bordeaux où Mont de Marsan devient champion de France face à Dax.

#### Vice-champion d'Europe 1964
Il atteint également la finale de la coupe d'Europe des clubs champions FIRA en 1964 après une victoire sur Hanovre en demi-finale.
Mais le Grivita Rosie de Bucarest est déclaré vainqueur alors que l'arbitre a interrompu le match en début de deuxième mi-temps car le capitaine montois André Boniface, expulsé pour avoir sanctionné lui-même un hors-jeu, a refusé par deux fois de quitter le terrain alors que le score était de 10 à 0 pour le Grivita Rosie,.
La même année, le club est éliminé en huitième de finale du championnat par Narbonne 13-6 et en quart de finale du challenge du Manoir par Béziers 11-8.
Nettement dominé territorialement par les Bitterois, Mont de Marsan tient le match nul 8-8 jusque dans les arrêts de jeu lorsque le centre Fratangelle arrêtera de volée un dégagement manqué à 20 mètres des buts montois.
Il passa ensuite ainsi le but victorieux en coup de pied tombé.
Mont de Marsan aurait pu prendre sa revanche lors du challenge Antoine Béguère mais là encore, Béziers aura le dernier mot, vainqueur 6-3 en finale.

#### Demi-finaliste du championnat 1965
Le club reste ensuite un protagoniste régulier de l’élite où il se qualifie régulièrement pour les phases finales.
Premier de sa poule devant Grenoble, il parvient notamment jusqu’en demi-finale du Championnat en 1965 après avoir éliminé Tarbes en quart de finale.
La même année, Mont de Marsan, privé des frères Boniface est éliminé est demi-finale du challenge du Manoir par Cognac 13-8 dans un match où Darrouy aura été bien peu servi.

#### Finaliste du challenge du Manoir 1966
Après avoir éliminé Toulon en quart de finale puis Béziers 23-3 en demi-finale, Mont de Marsan se qualifie pour la cinquième fois de son histoire en finale en challenge du Manoir.
Après avoir mené 6-0 à la mi-temps grâce à deux essais de Darrouy sur interception et de Guy Boniface, magnifiquement décalé par son frère André, il est battu par Lourdes 16-6 au parc des Princes devant un public record de 30000 spectateurs dans un match de toute beauté contrastant avec la finale du championnat de France Agen-Dax émaillé d’incidents le dimanche précédent.
Après la triste finale du championnat de France, cette finale du Challenge du Manoir est surtout celle de la réhabilitation du noble jeu.
Le soir au banquet, le président du Racing CF, organisateur du challenge lancera aux 30 joueurs et à l’arbitre M. Lebecq : « Merci pour le rugby ».
La même année, Mont de Marsan échoue en quart de finale du Championnat.

#### Dernières saisons glorieuses
En 1967, le Stade montois atteint à nouveau les quarts de finale du Championnat où il chute comme la saison précédente devant Graulhet.
Le club atteint également les demi-finales du Challenge où il est éliminé par Narbonne.
En 1968, le club atteint les quarts de finale du Championnat pour la quatrième année consécutive mais échoue à se qualifier en Challenge pour la première fois depuis 1957.

#### Le premier déclin
En 1969, Mont de Marsan est éliminé en seizième de finale du Championnat pour la première fois depuis 1962 et échoue à se qualifier en Challenge. En 1970, le club est également éliminé en seizième de finale du Championnat et échoue également en Challenge, terminant même avant-dernier de sa poule.
Le Stade montois dispute son dernier
quart de finale du Championnat en 1971 puis un huitième de finale de championnat en 1972, largement perdu face au voisin de l’US Dax pour le dernier match de André Boniface après 20 saisons sous les couleurs du club.
Une première descente en groupe B en 1973, alors que l’élite est réduite de 64 à 32 clubs marque la fin de l’âge d’or du club.

### Années d’instabilité sportive (1973-1999)

#### Montées et descentes (1974-1981)
Mont de Marsan connaît ensuite une période d’instabilité sportive pendant un quart de siècle environ.
Le club remonte en 1974 dans l'élite à nouveau élargie à 64 clubs.
La saison 1974-1975 est ensuite marquée par la triste fin de carrière de l'international Benoît Dauga gravement blessé lors d'un match contre Dijon.
Les jaunes et noirs subissent une autre descente en 1977, (alors que l’élite compte 40 clubs) puis une remontée immédiate en 1978, suivi d’une nouvelle descente en 1979.
S'appuyant sur une bonne génération de jeunes finalistes de la Coupe Frantz Reichel en 1979 avec notamment Laurent Rodriguez, Bruno Lom et Manuel Carpentier qui deviendra international avec Lourdes, le Stade montois remonte deux ans plus tard dans l'élite.
En 1980, il échoue contre le SC Albi en quart de finale.
Manuel Carpentier quitte alors le club pour Lourdes.
En 1981, Mont de Marsan demi-finaliste du championnat du groupe B face à Tyrosse retrouve l'élite.

#### Maintien dans l’élite (1982-1986)
Après deux saisons 1982 et 1983 où il se maintient de justesse, le club atteint les barrages en 1984, éliminé par Tulle 16-10 et les huitièmes de finale en 1985, battu par Béziers en matchs aller-retour (9-6 puis 35-19).
Mais le public reste nostalgique de l’équipe d’antan naguère réputée pour la qualité de son jeu d’attaque et dont le point fort se situe alors au niveau du pack avec notamment des joueurs comme Laurent Rodriguez et Manuel Carpentier, tous deux internationaux.

#### Départs des internationaux
Les entraîneurs et les dirigeants se succéderont sans parvenir à redonner au club son lustre d’antan.
Toutefois, cette période difficile permet au club de donner deux joueurs supplémentaires au XV de France, Laurent Rodriguez qui partira pour Montferrand en 1986 puis Dax l’année suivante suivi quelques années plus tard par Marc Dal Maso en 1991.

#### Montées et descentes (1986-1999)
Malgré le renfort du troisième ligne du Racing CF Claude Pouply, c’est alors une nouvelle descente en 1986 alors que l’élite est réduite à 20 clubs pour préparer la Coupe du monde, puis une nouvelle remontée dans les 32 clubs du groupe A en 1988 où l’équipe atteint même les huitièmes de finale du Championnat, éliminé de peu par Bègles-Bordeaux (victoire 13-7 à Mont de Marsan puis défaite 10-0 à Bègles).
La même année, Mont de Marsan se qualifie également pour les huitièmes de finale en Challenge où il est éliminé par Montferrand 15-3.
Mont de Marsan connaît une saison plus difficile en 1989, terminant seulement septième de sa poule.
Devancé par Brive et Voiron après la phase de brassage, le club est relégué en groupe B en 1990. Mont de Marsan retrouve l'élite en la saison suivante où l’équipe disputera son dernier huitième de finale. Il y restera jusqu'en 1994, année où il descend malgré une victoire de prestige contre le FC Grenoble. Les meilleurs éléments tels Stéphane Prosper où David Darricarrère partent poursuivre leur carrière sous d’autres cieux.
Si la remontée en groupe A2 fut manquée de justesse la première année, battu par Montauban lors du match décisif, ce fut ensuite une dégringolade avec trois descentes successives jusqu’en 1997 où le club toujours considéré comme le fleuron historique du jeu à la française jouera en 2e division fédérale, le 4e niveau hiérarchique du rugby français.
Le club qui réalise un recrutement important avec notamment les 2 piliers des Mammouths de Grenoble Franck Capdeville et Philippe Tapié, privés du titre 3 ans plus tôt après une finale polémique et David Darricarrère, grand espoir du club parti tenter sa chance au plus haut niveau remontera aussi vite qu’il est descendu avec trois promotions successives.
Le club retrouvera donc l’élite en 2000 sous l’impulsion de l’ancien talonneur Jean-Bernard Duplantier, devenu entraîneur.

### L’ère professionnelle

#### Champion de France Élite 2 1999

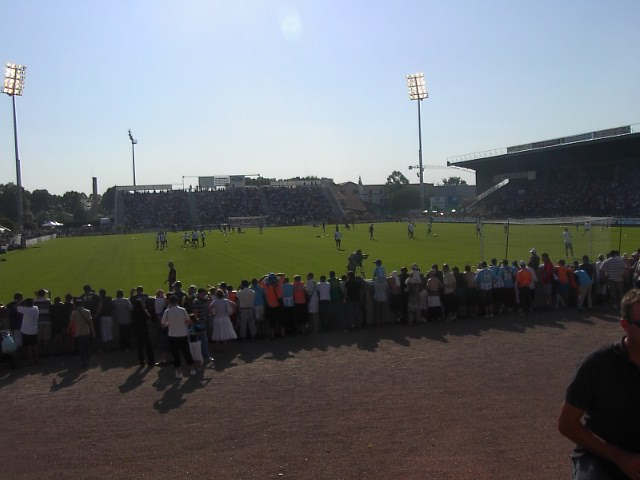
Le Stade Armandie à Agen où le Stade montois remporte le championnat de France Élite 2 en 1999.

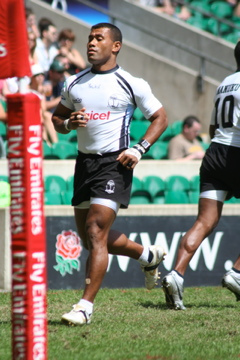
Waisale Serevi grand artisan du titre.

La saison 1999 voit l'arrivée de la star du rugby à sept Waisale Serevi.
Mont de Marsan renoue ainsi avec sa culture offensive et remporte le titre de champion de France élite 2.
L'année suivante, le club, huitième de sa poule assure confortablement son maintien pendant que Fabrice Lalanne et Stéphane Castaignède sont sélectionnés en équipe de France.
Le club est ensuite relégué en 2001 alors que l’élite est réduite de 21 à 16 clubs mais atteint les quarts de finale du challenge européen.
Équipe championne :
1. Tapié puis Pin  2. Dehez puis Boizot  3. Capdeville  puis Michaud 

4. Lago 5. Parent puis Villaucabeza 

6. Alaoui 8. Monbeig  puis Prospero  7. Lalanne 

9. Pedehontaa  10. Serevi 

11. Marson puis Labrouche puis Thierry Picard 12. Leven puis Dauba 13. Darricarrère 14. Ducamp 

15. Darquier 

#### Champion de France de Pro D2 2002
Mont de Marsan remporte le championnat de Pro D2 2002 et remonte donc immédiatement en TOP 16 mais est relégué dès la saison suivante.
Le club passera cinq saisons consécutives en Pro D2 entre 2004 et 2008.

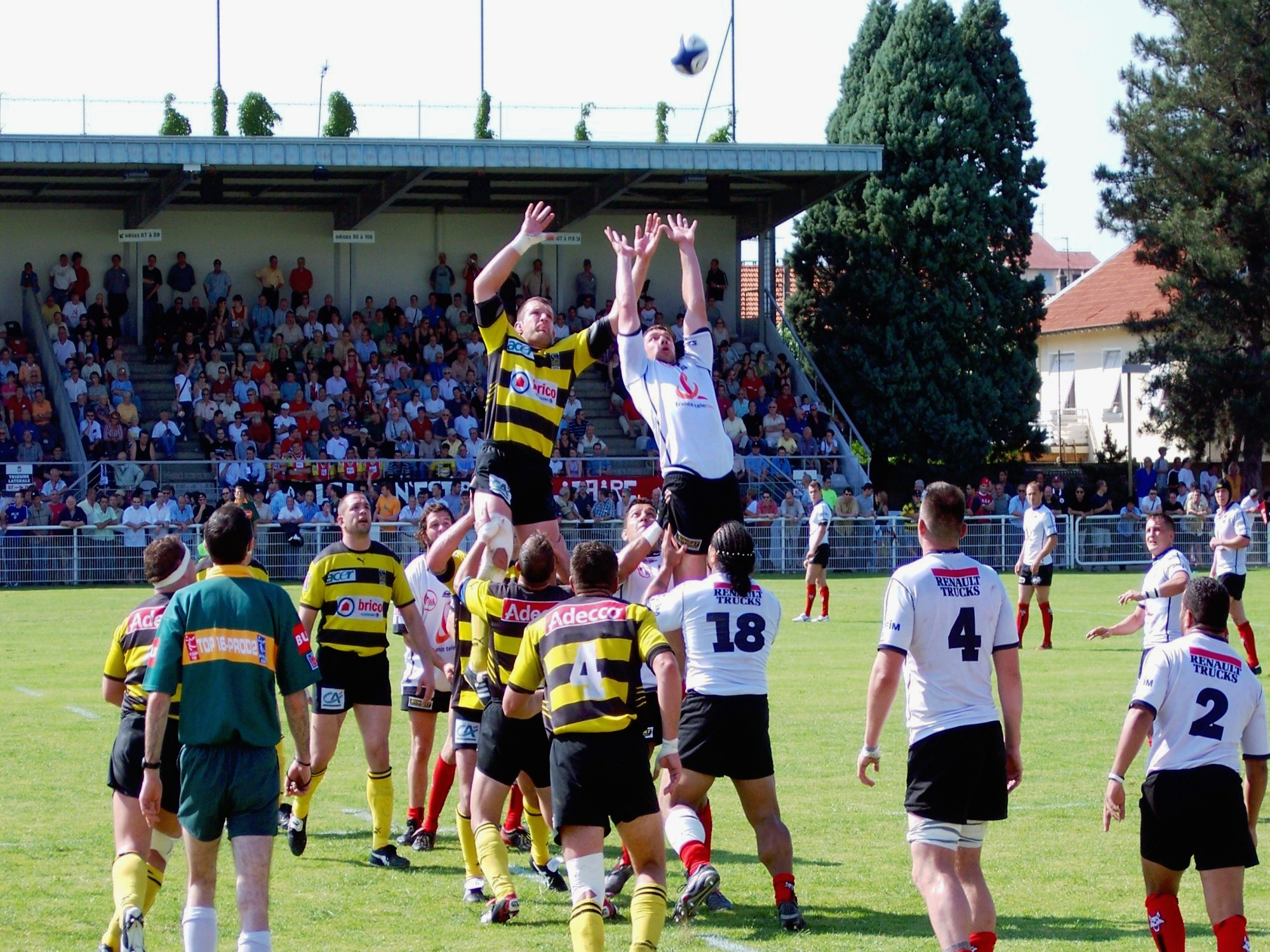
Le LOU affronte le Stade montois à domicile en Pro D2 en 2005.

#### Remontée en Top 14 pour la saison 2009
Après un barrage d’accession gagné contre le Racing 92 en 2008, Mont de Marsan est de retour en Top 14 mais le club est relégué dès sa première saison.

#### Retour en Pro D2 (2010-2012)
Il ne reste en Pro D2 que trois ans et est promu en 2012 après avoir battu Pau en finale d'accession 29-20.

#### Dernière saison en Top 14 en 2013 puis stabilisation en Pro D2
De retour en Pro D2 synonyme de la fin d'un cycle, le club se tourne vers l'avenir, avec l'arrivée de Christophe Laussucq en tant que manager général du club.
En 2016, le club perd en demi-finale de Pro D2 sur le terrain du Stade aurillacois sur le score de 28-13.
En 2017, une nouvelle tribune est construite et le club dispose de nouvelles installations.
Le club, quatrième se qualifie pour la demi-finale d'accession qu'il perd sur le terrain de l'US Montauban.
Encore quatrième en 2018, Mont de Marsan perd en demi-finale sur le terrain de l'USA Perpignan après un match heurté marqué par l'expulsion de Dan Malafosse.
En 2019, Mont de Marsan termine cinquième avant de perdre en quart de finale sur le terrain du RC Vannes.
En 2020, le Stade montois est classé à la 11e place du Championnat lorsque l'arrêt de la compétition est acté en raison de la pandémie de Covid-19 en France, et reste en Pro D2.
En 2021, Mont de Marsan termine à la dixième place du Championnat.
Vainqueur de la saison régulière de Prod D2 en 2022
En 2022, le Stade montois termine en tête de Pro D2 à l'issue de la saison régulière se qualifiant ainsi directement pour les demi-finales. Mont-de-Marsan élimine Nevers et se qualifie en finale de Pro D2 au GGL Stadium de Montpellier. Finalement le Stade montois s'incline en finale contre Bayonne (20-49) alors que les montois s'étaient pourtant imposés à l'aller et au retour en championnat face aux Bayonnais et termine donc vice-champion de France.
La semaine suivante le club s'incline également en barrage d'accession au Top 14, contre l'ancien champion de Pro D2 Perpignan (16-41).

## Image et identité

### Logo
Le Stade montois change de logo pendant la saison 2008-2009 ; il est utilisé officiellement sur le maillot à partir de la saison suivante.

Évolution du logo
Ancien logo.
Ancien logo jusqu'en 2008.
Logo depuis 2008.

### Rivalités

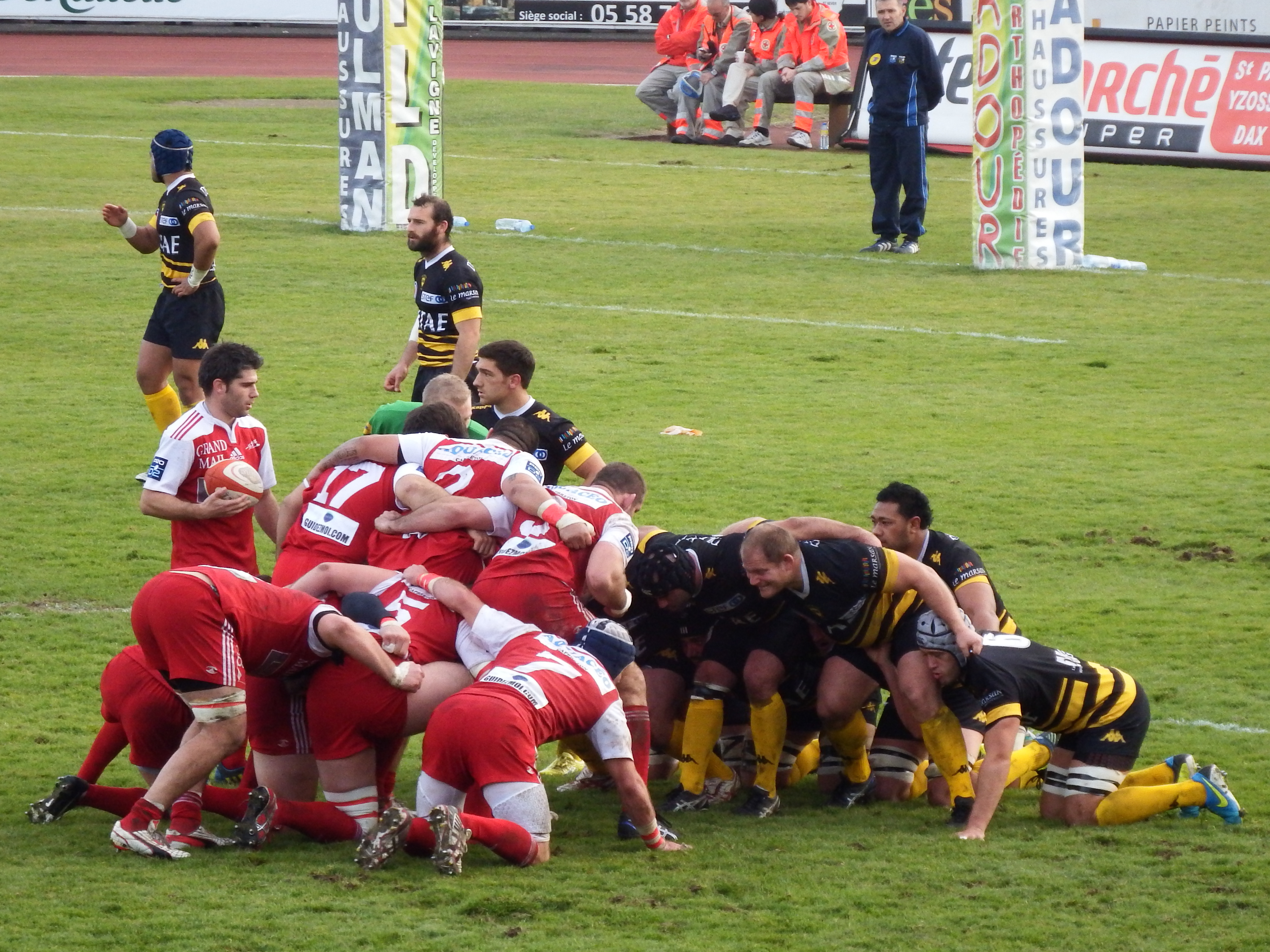
Le Stade montois affronte régulièrement son rival l'US Dax depuis les années 2000.

Le club de la préfecture entretient une rivalité sportive tenace avec celui de la sous-préfecture, l'US Dax, donnant lieu aux affrontements entre les Abeilles et les Culs rouges.

### Mascotte
La mascotte du club est Buzoka, représentant une vache de course landaise.

## Palmarès

### Détail du palmarès
| Compétitions internationales                                           | Compétitions nationales | Compétitions de jeunes |
| - Coupe d'Europe des clubs champions FIRA : - Vice-champion (1) : 1964 | - Championnat de France de 1re division : - Champion (1) : 1963 - Vice-champion (3) : 1949, 1953 et 1959 - Challenge Yves du Manoir : - Vainqueur (3) : 1960, 1961 et 1962 - Finaliste (2) : 1958 et 1966 - Championnat de France de 2e division : - Champion (2) : 1999 et 2002 - Vice-champion (3) : 2008, 2012 et 2022 - Barrage d'accession au Top 14 : - Finaliste (1) : 2022 - Championnat de France de Nationale 1 - Champion (1) : 1998 | - Coupe Frantz-Reichel : - Vainqueur (1) : 1957 - Finaliste (2) : 1958 et 1979 - Championnat de France espoirs : - Champion (1) : 2016 (Élite 2) |

### Finales
| Date de la finale | Compétition                             | Vainqueur              | Score  | Finaliste     | Lieu de la finale          | Spectateurs |
| ----------------- | --------------------------------------- | ---------------------- | ------ | ------------- | -------------------------- | ----------- |
| 14 juin 1964      | Coupe d'Europe des clubs champions FIRA | Grivita Rosie Bucarest | 10 – 0 | Stade montois | Stade du 23 août, Bucarest |             |

| Date de la finale | Compétition                                | Vainqueur             | Score   | Finaliste     | Lieu de la finale                 | Spectateurs |
| ----------------- | ------------------------------------------ | --------------------- | ------- | ------------- | --------------------------------- | ----------- |
| 22 mai 1949       | Championnat de France de première division | Castres olympique     | 14 – 3  | Stade montois | Stade des Ponts Jumeaux, Toulouse | 23 000      |
| 17 mai 1953       | Championnat de France de première division | FC Lourdes            | 21 – 16 | Stade montois | Stadium Municipal, Toulouse       | 32 500      |
| 24 mai 1959       | Championnat de France de première division | Racing club de France | 8 – 3   | Stade montois | Parc Lescure, Bordeaux            | 31 098      |
| 2 juin 1963       | Championnat de France de première division | Stade montois         | 9 – 6   | US Dax        | Parc Lescure, Bordeaux            | 39 000      |
| 30 mai 1999       | Championnat de France de deuxième division | Stade montois         | 34 – 15 | US Montauban  | Stade Armandie, Agen              | 10 000      |
| 5 juin 2022       | Championnat de France de deuxième division | Aviron bayonnais      | 49 – 20 | Stade montois | GGL Stadium, Montpellier          | 8 000       |

| Date de la finale | Compétition                                | Vainqueur     | Score   | Finaliste       | Lieu de la finale                           | Spectateurs |
| ----------------- | ------------------------------------------ | ------------- | ------- | --------------- | ------------------------------------------- | ----------- |
| 21 juin 2008      | Championnat de France de deuxième division | Stade montois | 32 – 23 | Racing Métro 92 | Stade municipal de Beaublanc, Limoges       |             |
| 27 mai 2012       | Championnat de France de deuxième division | Stade montois | 29 – 20 | Section paloise | Stade Jacques-Chaban-Delmas, Bordeaux       |             |
| 12 juin 2022      | Barrage d'accession au Top 14              | USA Perpignan | 41-16   | Stade montois   | Stade André-et-Guy-Boniface, Mont-de-Marsan | 8 000       |

| Date de la finale | Compétition                                | Vainqueur        | Score   | Finaliste     | Lieu de la finale        | Spectateurs |
| ----------------- | ------------------------------------------ | ---------------- | ------- | ------------- | ------------------------ | ----------- |
| 30 mai 1999       | Championnat de France de deuxième division | Stade montois    | 34 – 15 | US Montauban  | Stade Armandie, Agen     |             |
| 5 juin 2022       | Championnat de France de deuxième division | Aviron bayonnais | 49 – 20 | Stade montois | GGL Stadium, Montpellier |             |

| Date de la finale | Compétition              | Vainqueur     | Score  | Finaliste       | Lieu de la finale       | Spectateurs |
| ----------------- | ------------------------ | ------------- | ------ | --------------- | ----------------------- | ----------- |
| 24 mai 1958       | Challenge Yves du Manoir | SC Mazamet    | 3 – 0  | Stade montois   | Parc des Princes, Paris |             |
| 24 mai 1960       | Challenge Yves du Manoir | Stade montois | 9 – 9  | AS Béziers      | Parc des Princes, Paris |             |
| 3 juin 1961       | Challenge Yves du Manoir | Stade montois | 17 – 8 | AS Béziers      | Parc des Princes, Paris |             |
| 2 juin 1962       | Challenge Yves du Manoir | Stade montois | 14 – 9 | Section paloise | Parc des Princes, Paris |             |
| 28 juin 1966      | Challenge Yves du Manoir | FC Lourdes    | 16 – 6 | Stade montois   | Parc des Princes, Paris |             |

| Date de la finale | Compétition          | Vainqueur             | Score  | Finaliste             | Lieu de la finale   | Spectateurs |
| ----------------- | -------------------- | --------------------- | ------ | --------------------- | ------------------- | ----------- |
| 1957              | Coupe Frantz-Reichel | Stade montois         | 6 – 6  | Racing club de France | Stade de Gerland    |             |
| 1958              | Coupe Frantz-Reichel | Racing club de France | 16 – 3 | Stade montois         | Stade Chaban-Delmas |             |
| 1979              | Coupe Frantz-Reichel | Paris université club | 10 – 0 | Stade montois         |                     |             |

## Personnalités du club

### Joueurs emblématiques

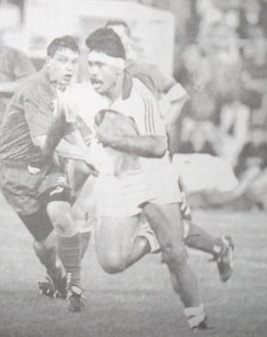
Willy Taofifénua

- Eric Melville
- Jean-Baptiste Amestoy
- Pierre Cazals
- Robert Baulon
- Rémi Talès
- Julien Tastet
- André Boniface
- Martin Jágr
- Guy Boniface
- Benoît Dauga
- Christian Darrouy
- André Caillau
- Richard Zago
- Willy Taofifénua
- Grant Ross
- Franck Capdeville
- Philippe Tapié
- Éric Michaud
- Fernand Cazenave
- Paul Tignol
- Pierre Pascalin
- Pierre Lacroix
- Laurent Rodriguez
- Jean Darrieussecq
- Marc Dal Maso
- Pierre Castaignède
- Thomas Castaignède
- Stéphane Castaignède
- Waisale Serevi
- Jocelino Suta
- Timoci Matanavou
- Jean-Marc Mazzonetto
- Jean-Michel Parent
- Romain Cabannes
- Dorian Laborde
- Alexandre Bécognée
- Carlos Muzzio
- Léo Coly
- Alexandre de Nardi
- Maxime Gouzou

### Joueurs formés au club sacrés champions du monde des moins de 20 ans
- Léo Coly (2019)
- Alexandre de Nardi (2019)

### Entraîneurs
| Saisons   | Entraîneur(s)                                     | Adjoint(s)                                                                   | Titre(s) |
| --------- | ------------------------------------------------- | ---------------------------------------------------------------------------- | --- |
|           | Clément Dupont                                    |                                                                              | |
| 1959-1967 | Fernand Cazenave                                  |                                                                              | Challenge Yves du Manoir 1960 Challenge Yves du Manoir 1961 Challenge Yves du Manoir 1962 Champion de France 1963 |
| 1967-1969 | Henri Domec                                       |                                                                              | |
| 1969-1972 | André Boniface                                    |                                                                              | |
| 1972-1974 | Christian Darrouy[réf. nécessaire]                |                                                                              | |
| 1974-1976 | Christian Darrouy[réf. nécessaire] Pierre Lestage |                                                                              | |
| 1976-1977 | Langarica                                         |                                                                              | |
| 1977-1978 | André Boniface Jean Bernard Baylac                |                                                                              | |
| 1986-1989 | Max Godemet Jean Pierre Labeyrie                  |                                                                              | |
| 1989-1990 | Jean Pierre Labeyrie Patrick Nadal                |                                                                              | |
| 1990-1991 | Jean Michel Detchegaray Patrick Nadal             |                                                                              | |
| 1991-1992 | Jean Guibert Patrick Nadal                        |                                                                              | |
| 1992-1994 | Jean Guibert Frédéric Larrieu                     |                                                                              | |
| 1994-1995 | Bruno Lom Patrick Talès                           |                                                                              | |
| 1995-1996 | Pierre Baylet Jean Marie Capdeguy                 |                                                                              | |
| 1996-2000 | Jean-Bernard Duplantier Lionnel Bélasco           |                                                                              | Champion de Fédérale 1 1998 Champion d'Élite 2 1999                                                               |
| 2000-2001 | Michel Couturas                                   | Philippe Sauton                                                              | |
| 2001-2002 | Philippe Sauton Dominique Lunardi                 |                                                                              | Champion de Pro D2 2002                                                                                           |
| 2002-2003 | Jean-Bernard Duplantier (manager)                 | Claude Marson Philippe Mothe                                                 | |
| 2003-2006 | Jean-Bernard Duplantier (manager)                 | Pierre Dolon Philippe Mothe                                                  | |
| 2006-2007 | Jean-Bernard Duplantier (manager)                 | Philippe Bérot (arrières) Philippe Berbizier (avants)                        | |
| 2007-2012 | Marc Dal Maso (manager et avants)                 | Stéphane Prosper (arrières)                                                  | |
| 2012-2012 | Marc Dantin (manager et avants)                   | Stéphane Prosper (arrières)                                                  | |
| 2012-2013 | Scott Murray (avants) Stéphane Prosper (arrières) |                                                                              | |
| 2013-2014 | Christophe Laussucq (manager et arrières)         | Scott Murray (avants)                                                        | |
| 2014-2019 | Christophe Laussucq (manager et arrières)         | David Auradou (avants)                                                       | |
| 2019-2020 | David Auradou (manager et avants)                 | David Darricarrère (arrières)                                                | |
| 2020-2021 | Patrick Milhet (manager)                          | Julien Tastet (entraîneur principal) Rémi Talès (arrières)                   | |
| 2021-2023 | Patrick Milhet (manager)                          | Stéphane Prosper (adjoint) Julien Tastet (avants) Rémi Talès (arrières)      | |
| 2023-     | Patrick Milhet (manager)                          | Stéphane Prosper (adjoint) Julien Tastet (avants) Frédéric Urruty (arrières) | |

### Présidents
- 1933-1939 : Dr Brouqueyres[réf. nécessaire]
- 1940-1942 : Henri Farbos[réf. nécessaire]
- 1942-1945 : Henri Lacoste[réf. nécessaire]
- 1945-1947 : Albert Gleize[réf. nécessaire]
- 1946-1976 : Camille Pedarré[7]
- 1986-1990 : Bernard Pedarré[7]

### Effectif 2025-2026
| Nom                       | Naissance         | Nationalité sportive | International | Dernier club          | Arrivée au club |
| Talonneurs                | Talonneurs        | Talonneurs           | Talonneurs    | Talonneurs            | Talonneurs      |
| ------------------------- | ----------------- | -------------------- | ------------- | --------------------- | --------------- |
| Luka Begic                | 19 janvier 2001   | Portugal             |               | SO Chambéry           | 2024            |
| Florian Dufour            | 19 octobre 1997   | France               | -             | CA Brive              | 2023            |
| Samuel Lagrange           | 23 janvier 1997   | France               | -             | Stade rochelais       | 2023            |
| Piliers                   |                   |                      |               |                       |                 |
| Anthony Alvès             | 23 juin 1989      | Portugal             |               | FC Grenoble           | 2021            |
| Mathys Bats               | 18 mars 2003      | France               | -             | Formé au club         | 2023            |
| Thibault Berthaud         | 12 avril 1997     | France               | -             | Oyonnax Rugby         | 2025            |
| Thomas Bultel             | 1er février 1996  | France               | -             | Formé au club         | 2018            |
| Gheorghe Gajion           | 13 novembre 1992  | Roumanie             |               | Oyonnax Rugby         | 2022            |
| Luka Goginava             | 4 octobre 1996    | Géorgie              |               | FC Grenoble           | 2024            |
| Giovanni Sefa             | 9 octobre 2003    | France               | -             | Formé au club         | -               |
| Deuxièmes lignes          |                   |                      |               |                       |                 |
| Lado Chachanidze          | 14 mai 2000       | Géorgie              |               | Black Lion            | 2025            |
| Romain Durand             | 7 mars 1997       | France               | -             | RC Narbonne           | 2018            |
| Jules Dussutour           | 18 mars 2003      | France               | -             | Union Bordeaux Bègles | 2023            |
| Jay Tuivaiti (es)         | 30 décembre 1996  | Nouvelle-Zélande     | -             | Legion de San Diego   | 2025            |
| Troisièmes lignes aile    |                   |                      |               |                       |                 |
| Ewan Bertheau             | 5 juillet 2001    | France               | -             | USA Perpignan         | 2024            |
| Jean-Jacques Cassio       | 26 mars 2005      | France               | -             | Formé au club         | -               |
| Raphaël Darquier          | 14 mars 2005      | France               | -             | Formé au club         | 2025            |
| Nicolas Garrault (en)     | 15 juin 1991      | France               | -             | Stado Tarbes PR       | 2016            |
| Aurélien Lafforgue        | 12 mai 1999       | France               | -             | Formé au club         | 2020            |
| Wahel Ponpon              | 24 septembre 1997 | France               | -             | Colomiers Rugby       | 2024            |
| Raphaël Robic             | 15 mai 2001       | France               | -             | Formé au club         | 2021            |
| Sam Tuifua (en)           | 23 février 2002   | Nouvelle-Zélande     | -             | Houston Sabercats     | 2025            |
| Troisièmes lignes centre  |                   |                      |               |                       |                 |
| Ioane Iashagashvili       | 23 avril 2000     | Géorgie              |               | Valence Romans DR     | 2024            |
| Demis de mêlée            |                   |                      |               |                       |                 |
| Baptiste Canut            | 14 mars 2002      | France               | -             | Formé au club         | 2022            |
| Nicolas Darquier          | 4 mai 2004        | France               | -             | Formé au club         | 2024            |
| Christophe Loustalot (en) | 7 avril 1992      | France               | -             | FC Grenoble           | 2015            |
| Lisati Milo-Harris (en)   | 5 octobre 1996    | Nouvelle-Zélande     | -             | Northland             | 2025            |
| Demis d'ouverture         |                   |                      |               |                       |                 |
| Willie du Plessis         | 5 juin 1990       | Pays-Bas             |               | Biarritz olympique    | 2021            |
| Iban Laclau               | 10 août 2004      | France               | -             | US Tyrosse            | 2025            |
| Centres                   |                   |                      |               |                       |                 |
| Joris Dupont              | 8 février 2001    | France               | -             | Castres olympique     | 2025            |
| Bautista Ezcurra          | 21 avril 1995     | Argentine            |               | FC Grenoble           | 2025            |
| Gatien Massé              | 2 mai 2002        | France               | -             | Union Bordeaux Bègles | 2023            |
| Nacani Wakaya             | 25 juin 1991      | Fidji                | -             | Fidji Warriors        | 2016            |
| Ailiers                   |                   |                      |               |                       |                 |
| Mosese Dawai (en)         | 29 juin 1998      | Fidji                | -             | Wests Rugby           | 2024            |
| Ian Ratu                  | 22 octobre 2003   | Fidji                | -             | Formé au club         | -               |
| Pierre Sayerse            | 5 octobre 1995    | France               | -             | US Montauban          | 2021            |
| → Tomasi Seru             | 9 juin 2004       | Fidji                | -             | Stade rochelais       | 2022            |
| Arrières                  |                   |                      |               |                       |                 |
| Simão Bento               | 21 juin 2001      | Portugal             |               | CR Técnico            | 2021            |
| Théo Cortes               | 20 avril 2004     | France               | -             | Formé au club         | 2023            |
| Alexandre de Nardi        | 17 janvier 1999   | France               | -             | Montpellier HR        | 2024            |

## Structures

### Infrastructures
Le club joue au stade André-et-Guy-Boniface, inauguré le 12 septembre 1965 sous le nom de stade Barbe d'or ; il est néanmoins utilisé avant son utilisation officielle, par exemple à l'occasion d'un match contre le voisin de l'US Dax en mai 1964.

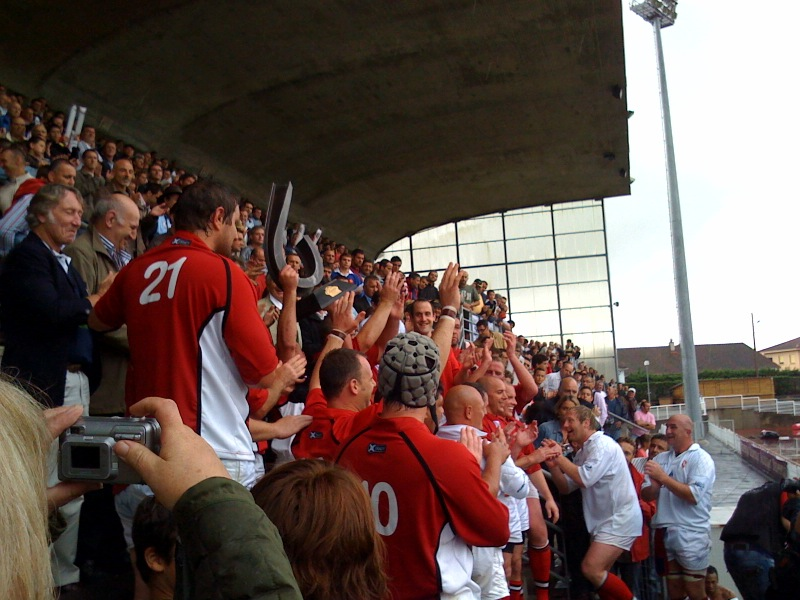
Les tribunes, après un match en juillet 2008.

Originellement, il a une capacité de 22 000 places dont 3 600 assises. Il est homologué en 2016 avec une capacité de 16 800 places.
Le terrain est entouré d'une piste d'athlétisme baptisée Colette Besson en présence de l'athlète à qui elle rend hommage.
Le stade est rénové en 2017, une nouvelle tribune couverte de 3100 places est construite avec 10 loges, destinées aux VIP des entreprises locales, ainsi qu’un salon de réception de 300 m2. Pour l'entraînement des rugbymans, notamment du Stade montois, une salle de musculation de 450 m2 et d’une salle de fitness est mise à disposition. le stade accueille également un dojo, d’une surface de 275 m2, doté d’un hall d’accueil, de vestiaires, de bureaux, de salle d’entraînement et d’échauffement.
Le 12 janvier 2020, à l'issue de la rencontre de Pro D2 opposant le Stade montois au RC Vannes, le stade est renommé stade André-et-Guy-Boniface, apposant dorénavant le nom des deux frères Boniface. Par la même occasion, les deux tribunes sont baptisées d'après deux autres joueurs emblématiques du club : la plus récente est ainsi nommée tribune Benoît Dauga, tandis que l'ancienne est désignée tribune Christian Darrouy.

### Budget
| Saison | 2020-2021 | 2021-2022 | 2022-2023 | 2023-2024 |
| Budget | 6,9 M€    | 7 M€      | 7,78 M€   | 8         |

### Autres équipes
Le club abrite une équipe féminine, le Stade montois rugby féminin, sous l'égide de l'association Stade montois rugby, section non-professionnelle de rugby du club omnisports.
Les Montoises atteignent la finale du championnat de France de Fédérale 1 au terme de la saison 2017-2018, décrochant ainsi leur accession pour l'Élite 2. Elles s'inclinent finalement lors de la finale. Néanmoins, les instances de l'association du Stade montois déclinent la promotion au niveau supérieur, contre l'avis des joueuses,. En réponse à cette décision, l'ensemble des joueuses et de l'encadrement sportif quittent finalement le club, la majorité rejoignant celui de Peyrehorade.
Alors que le club déclare forfait pour la saison 2018-2019 de Fédérale 1, la section féminine met en place une entente avec celle d'Hagetmau, évoluant alors en Fédérale 2 sous le surnom des abeilles chalossaises,. En catégorie rugby à 10, les Montoises obtiennent un titre de championnes de France.